# Elma Junttila Nelhage
Elma Junttila Nelhage, née le 21 mai 2003, est une footballeuse suédoise. Elle évolue actuellement en défense centrale à l'Olympique lyonnais.

## Biographie
Elma Junttila Nelhage signe son premier contrat professionnel avec son club formateur, le BK Häcken, en 2021. Elle joue ses premiers matches en championnat suédois en 2022.
En 2024, elle dispute les barrages de Ligue des champions face à Arsenal.
Le 3 janvier 2025, elle signe à l'Olympique lyonnais.